# إشنكلين (إكونكا)
إشنكلين هو دُوَّار يقع بجماعة إمي مقورن، إقليم شتوكة آيت باها، جهة سوس ماسة في المملكة المغربية. ينتمي الدوّار لمشيخة إكونكا التي تضم 30 دواوير. يقدر عدد سكانه بـ 126 نسمة حسب الإحصاء الرسمي للسكان والسكنى لسنة 2004.

## روابط خارجية
- البوابة الوطنية للجماعات الترابية
- المندوبية السامية للتخطيط